# Claudia Bünte
Claudia Bünte (* 30. Mai 1972 in Osnabrück) ist eine deutsche Marketingwissenschaftlerin, Unternehmerin und seit 2016 Professorin für Marketing und Betriebswirtschaftslehre an internationalen Hochschulen.

## Leben
Bünte studierte Gesellschafts- und Wirtschaftskommunikation an der Universität der Künste Berlin und der University of Derby. Sie schloss 2000 ihr Studium zur Diplom-Kommunikationswirtin ab und promovierte 2005 in Markenstrategie am Marketing Centrum Münster der Westfälischen Wilhelms-Universität.
Danach war sie in leitenden internationalen Positionen im Marketing bei weltweit bekannten Unternehmen tätig, u. a. von 2000 bis 2003 als Brand Manager International bei Beiersdorf AG, von 2003 bis 2009 als Associate Principal bei McKinsey & Company, von 2009 bis 2012 als Global Vice President Brand and Marketing Strategy bei Volkswagen AG, 2013 bis 2016 als Director Europe for Knowledge & Insights sowie Director Strategy and Planning bei The Coca-Cola Company.
2016 gründete sie die Marketingberatung „Kaiserscholle – Center of Marketing Excellence GmbH“ in Berlin. Sie berät Top-Manager in Kernfragen der Markenführung und des Marketings wie z. B. der Implementierung von KI in Marketing-Prozessen.
Seit 2016 ist Claudia Bünte zusätzlich Professorin für „International Business Administration“ mit Schwerpunkt Marketing an der SRH Berlin University of Applied Sciences. Hier forscht sie zu Künstlicher Intelligenz im Marketing.
Seit 2020 ist sie öffentlich bestellte und vereidigte Sachverständige für Marketing (insbes. Marken) und Wirtschaftskommunikation. Damit ist sie eine von nur 10 Experten mit diesem Bestellungsgebiet und die einzige in Ostdeutschland.
Claudia Bünte ist Keynote-Speakerin und Moderatorin auf zahlreichen Kongressen und Symposien zu den Themen „Künstliche Intelligenz in der Wirtschaft“, „digitaler Transformation“, „erfolgreiche Markenführung im digitalen Zeitalter“, „Global Marketing“ und „Multi-Marken-Management“. Sie ist Autorin des Marketingpraxis-Buches „Künstliche Intelligenz, die Zukunft des Marketings“ sowie der Bücher „Die chinesische KI-Revolution“, „Digitalisierung Made in China“ und dem neusten Werk „So geht Digital Marketing - Tools, Tipps und Trends für die Praxis“.
Darüber hinaus ist sie Mitglied im Academic Advisory Board der Analyx GmbH. Sie trägt den Titel „Vize-Marketingkopf 2020“ der Fachzeitschrift One-to-One. Seit 2020 ist sie außerdem öffentlich bestellte und vereidigte Sachverständige für Marketing (insbesondere Marke) und Wirtschaftskommunikation.

## Lehre und Forschung
Bünte hat einen Dr. phil in Markenstrategie und lehrt Marketing und BWL an internationalen Hochschulen. Ihr Forschungsschwerpunkt ist die Künstliche Intelligenz in der Wirtschaft, insbesondere im Marketing. Zu diesem Thema veröffentlichte sie zwei Studien mit Fachleuten im Bereich Wirtschaft/Marketing in den Jahren 2018 und 2019, weitere sind in Planung. Außerdem publizierte sie Bücher sowie zahlreiche White Paper und Artikel in Fachzeitschriften und Online-Magazinen. Ihr Hochschulteam und sie sind außerdem für die KI-Wissensplattform „KIRevolution.com“ verantwortlich. Mit Analyx GmbH zusammen entwickelte sie durch quantitative Befragung und Faktorenanalyse den KI-Manager-Selbsttest „KI-Typomat“, mit dem Verantwortliche ihre Einstellung gegenüber KI testen können.

## Veröffentlichungen
- Strategische Markenführung für Dienstleistungen: Das identitätsorientierte Modell. Diplomica-Verlag, Norderstedt 2000, ISBN 978-3-8386-2831-8.
- Der Markenoptimizer. Ein integriertes Modell zur Imageoptimierung einer bestehenden Markenerweiterung unter besonderer Berücksichtigung der Familienmarke am Beispiel NIVEA und NIVEA Beauté. Münster 2005, ISBN 3-8258-9099-6.
- mit H. van Lengen: Produkte I: Wie aus Kundenwünschen neue Perspektiven entstehen. In: Hajo Riesenbeck, Jesko Perrey (Hrsg.): Marketing nach Maß. Heidelberg 2007, S. 123–149.
- mit S. Stürze und O. Vogler: ‘I am not a brand, I am a wholesaler’: The forgotten role of brand in B2B supply chains. In: Journal of Brand Strategy. Volume 6, Number 1, 2017, S. 26–36.
- Studie Künstliche Intelligenz – Die Zukunft des Marketing. Welle 1 (2018), Welle 2 (2019), Welle 3 (2021) und Welle 4 (2023)
- Künstliche Intelligenz – Die Zukunft des Marketing. Springer Gabler Verlag, Wiesbaden 2018, ISBN 978-3-658-23318-1.
- Die Chinesische KI Revolution; Konsumverhalten, Marketing und Handel: Wie China mit Künstlicher Intelligenz die Wirtschaftswelt verändert. Springer Gabler Verlag, Wiesbaden 2020, ISBN 978-3-658-29794-7.
- Digitalisierung Made in China. Wie China mit Ki und Co. Wirtschaft, Handel und Marketing transformiert. BoD Verlag, Hamburg 2021, ISBN 978-3-7534-0579-7.
- Künstliche Intelligenz in Marketing und Vertrieb. In: U. Hannig (Hrsg.): Marketing und Sales Automation. 2. Auflage. Wiesbaden 2021, ISBN 978-3-658-21687-0, S. 465–488.
- Keine KI ist auch keine Lösung. In: Dieter Thomaschewski, Rainer Völker (Hrsg.): Standort Deutschland. Wiesbaden 2021, ISBN 978-3-17-039327-1, S. 119–133.
- Künstliche Intelligenz, die Revolution im Marketing. In: Schwarz (Hrsg.): Marketing Automation. Waghäusel, 2021, ISBN 978-3-943666-06-9, S. 145–158.
- Hype und Wirklichkeit: Über Image, Einsatz und Nutzen von KI in der Werbung. In: Transfer. Nr. 2, 2021, S. 32–37.
- Gekommen um zu bleiben – wie KI das Marketing revolutioniert. In: Die News, Fachzeitschrift für Familienunternehmen. 11/2021, S. 14–16.
- Künstliche Intelligenz in Marketing und Vertrieb. In: U. Hannig (Hrsg.): Marketing und Sales Automation. 2. Auflage. Springer Gabler, Wiesbaden 2022, ISBN 978-3-658-21688-7, S. 465–488.
- Künstliche Intelligenz – Ein Überblick über die aktuelle und zukünftige Bedeutung von KI in der Wirtschaft und im Gesundheitswesen in Europa. In: Mario A. Pfannstiel: Künstliche Intelligenz im Gesundheitswesen – Entwicklungen, Beispiele und Perspektiven. Springer Gabler, Wiesbaden 2022, ISBN 978-3-658-33597-7, S. 81–100.
- mit B. Wecke: Künstliche Intelligenz – die Zukunft des Marketings. 2. Auflage. Springer Gabler, Wiesbaden 2022, ISBN 978-3-658-37748-9.
- So geht Digital Marketing - Tools, Tipps und Trends für die Praxis. 1. Auflage. Springer Gabler, Wiesbaden 2023, ISBN 978-3-658-42201-1